# Bitva o Lang Vei
Bitva o Lang Vei (Trận Làng Vây) začala večer 6. února a skončila během časných ranních hodin 7. února 1968, v provincii Quang Tri, Jižní Vietnam.
Ke konci roku 1967 198. tankový prapor Vietnamské lidové armády (VPA) 203. obrněného pluku, dostal instrukce od severovietnamského ministerstva obrany k posílení 304. divize jako součást cesty 9-Khe Sanh. Po náročné cestě po Ho Chi Minhově stezce v lednu 1968, se tankový prapor spojil s 304. divizí hlavního útoku po silnici 9, který se táhl od laoských hranic až po Quang Tri v Jižním Vietnamu. Dne 23. ledna 24. pluk VPA zaútočil na malou základnu u laoského Bane Houei Sane, pod kontrolou "Elephant" praporu BV-33 královské laoské armády.
V této bitvě se 198. tankovému praporu nepodařilo dosáhnout bitvy v čas, protože se její posádky tanků snažily navigovat své tanky přes místní těžký terén. Nicméně, jakmile se tanky PT-76 198. tankového praporu objevily na Bane Houei Sane, laoští vojáci a jejich rodiny zpanikařili a ustoupili do jižního Vietnamu. Poté, co byl Bane Houei Sane zabrán, se 24. pluk připravil k dalšímu útoku, který zamířil na US Special Forces v táboře Lang Vei, obsluhovaný Detachment-101 z 5. skupiny speciálních sil. Navečer 6. února na severu Vietnamci 24. pluku opět podporovali 198. tankový prapor, zahájili svůj útok na Lang Vei. I přes boj s leteckou a dělostřeleckou podporou, pod vedením sil USA, přišli o zem a Severní Vietnam rychle ovládl své pozice.
Do časných ranních hodin 7. února byl velitelský bunkr jediná pozice v držení spojeneckých sil, ale byli v obležení severovietnamských vojáků. Během celého obléhání, americké a domácí síly CIDG uvězněné uvnitř velitelského bunkru musely vydržet severovietnamské obtěžování, které přišlo v podobě fragmentace a granátů slzného plynu. Na záchranu amerických přeživších uvnitř tábora Lang Vei, byl podniknut jízdní protiútok, ale laoští vojáci, kteří tvořili podstatnou část útočné formace, odmítli bojovat proti Severnímu Vietnamu. Později se personálu US Special Forces podařilo uprchnout z tábora, a byl zachráněn díky americké námořní síle.

## Pozadí

### Severní Vietnam
Úkolem k získání Lang Vei byl pověřen 24. pluk 304. divize Vietnamské lidové armády, vedený plukovníkem Le Cong Phe. Pluk měl být podpořen 2. praporem (část 101D pluk, 325. divize), 2. dělostřelecký prapor (část 675. dělostřeleckého pluku), jednou tankovou rotou (část 198. tankového praporu, 203. obrněného pluku), dvěma rotami ženistů, jedna protiletadlová zbraň roty, a jednou četou plamenometů. Jeden z nejdůležitějších rysů formace Severního Vietnamu byly prvky 203. obrněného regimentu. Akce trasa 9-Khe Sanh byla označena na prvním místě, vietnamská lidová armáda rozmístila své obrněné jednotky na bojišti. V roce 1964, vojáci Severního Vietnamu první obrněné jednotky 202. obrněného pluku, byli posláni do Jižního Vietnamu bez T-34 hlavních bitevních tanků, protože jejich hlavním úkolem bylo naučit se taktiky nepřátelské obrněné jednotky s cílem připravit se pro budoucí mise. 22. června 1965, severo- vietnamské ministerstvo obrany svým usnesením 100/QD-QP, založilo 203. obrněný pluk, a usnesením 101/QD-QP vytvořilo obrněné síly.
Pro severovietnamské velitele, vznik samostatné obrněné síly představuje významný mezník v rozvoji své armády, protože to jim umožnilo reagovat na situaci na bojišti s moderní obrněnou silou. Kvůli přípravě na nadcházející misi, musel 203. obrněný pluk podniknout řadu kombinovaných výcviků s pěchotou a dělostřeleckými oddíly v různých typech terénu, aby bylo možné pracovat v náročných Vietnamských horských oblastech a podmínkách v džungli. 5. srpna 1967, ministerstvo obrany nařídilo 203. obrněnému pluku vytvořit sub-jednotky, a to 198. tankový prapor ,který byl vybaven 22 PT-76 obojživelnými tanky, podpořit sílu 304. divize v Jižním Vietnamu. Ze své základny v Luong Son, provincie Hoa Binh, 198. tankového praporu začali jejich náročnou 1.350 km cestu po Ho Chi Minhově stezce pod neustálými leteckými údery USA. V lednu 1968, 198. tankový prapor přijel na pole, kde se připojil k 304. divizi k útoku na základnu v laoské Ban Houe Sane.

### Spojené státy
Lang Vei Special Forces tábor byl umístěn pod kontrolou armády Spojených států v A-101, četě C, 5. skupiny speciálních sil, aby cvičili a vybavovali místní přijaté Vietnamce do civilní obrany Nepravidelný jednotek (programu CIDG). Oddělení A-101 bylo původně založeno v červenci 1962 u Khe Sanh. V roce 1966, se oddělení A-101 stěhovalo do jeho první místa v oblasti nedaleko obce Lang Vei kdy, Spojených států Mariňáci převzali kontrolu nad Khe Sanh jako součást amerického vojenského nahromadění v severních provinciích Jižního Vietnamu. Nicméně, první tábor u Lang Vei kdy dokázal být pouze dočasná, když severovietnamské armády zaútočili na tábor 4. května 1967. Přestože Severního Vietnamu byl útok odražen, poškození tábora byla rozsáhlá. U původního tábora chybělo dobré sledování a pole střelby za ostnatých drátů obvody, 5. skupiny speciálních sil velitel se rozhodl přesunout tábor na vhodnější prostor, cca 1.000 metrů na západ.Nový tábor, na dálnici 9 se nachází asi 7 kilometrů na západ od Khe Sanh, byl dokončen v roce 1967.
V roce 1967, kapitán Franklin C. Willoughby převzal velení nad Oddělením A-101 u Lang Vei, který měl taktickou oblast na odpovědnost 220 km² a byl jedním z devíti operačních CIDG táborů v zóny I sboru taktické. Od Lang Vei, US Special Forces personál pracoval společně se 14 muži jihovietnamské kontingent speciálních sil a šesti tlumočníky, oni byli zodpovědní za ostrahu hranic, zamezení nepřátelské infiltrace a pomoci v revolučním vývojovém programu. Ke splnění těchto úkolů měl Willoughby jednu Montagnardskou rotu, tři jihovietnamské ozbrojené roty a tři čety bojové průzkumné k dispozici. Brzy v lednu 1968, oddělením A-101 získal posily v podobě mobilní roty Strike Force, skládající se z 161 kmenů LZZ, spolu s šesti americkými speciálními silami poradců. Prvky této mobilního Strike Force roty operovaly od opevněného bunkru asi 800 metrů na západ od tábora, který sloužil jako pozorovatelna. Během dne domorodci mobilních LZZ Strike Force prováděli hlídky, v noci se chopili přepadávání pozic v okolí tábora.
před bitvou, Willoughby umístil rotu 101 v počtu 82 montagnardských domorodců Bru, na severovýchodním úbočí tábora, s 3. bojovou průzkumnou četou umístěnou těsně za ním. rotu 104 umístil v jižním konci tábora, rotu 102, skládající se z 42 mužů, umístil na opačné straně asi 450 metrů na západ, zatímco 43-mužů roty 103 umístil dále na jih. 1. a 2. bojovou průzkumnou četu umístil na severní a jižní hranici, respektive, asi 200 metrů stranou. Jednotlivě, personál CIDG nosil M1 a M2 karabiny s téměř 250.000 náboji, a každá rota byla také vybavena jedním 81 mm minometem. mezi těžkými zbraněmi, byly dvě 106 mm bezzákluzné pušky, dva 4,2-palcové minomety a devatenáct 60mm minometů rozmístěných po táboře. Pro podporu zblízka byl personál CIDG vybaven 100 M-72 jednorázovými protitankovými zbraněmi. V případě potřeby, Willoughby mohl také požádat o podporu nejméně ze dvou rot mariňáků Spojených států 24. pluku se sídlem v Khe Sanh, spolu s dělostřeleckou podporou z jiných lokací v dosahu.

## Bitva
V reakci na hrozbu, kterou představoval Severní Vietnam, Willoughby zvýšil denní hlídky a noční přepady kolem tábora. Na odpoledne 6. února podplukovník Daniel F. Shungel-velitel roty C, 5. Special Forces, odletěl do Lang Vei z Da Nangu jakožto diplomatické gesto směrem k laoskému veliteli Phetsampou. V 11:30 hodin severovietnamské dělostřelectvo začalo bušit do Lang Vei Special Forces tábora, který pokryl pohyb 24. pluku a 3. praporu, pluku 101D. Z pozorovatelny nad taktické operační středisko, seržant Nickolas Fragos viděl první severovietnamské tanky pohybující se Lang Troai silnicí, pokoušeli se porušit ostnaté dráty těsně před rotou 104. Okamžitě šel dolů k taktickému operačnímu středisku, a popsal, čeho byl svědkem – Willoughbymu, Shungel pak poradil Willoughbymu soustředit všechny dostupné dělostřelecké a letecké podpory na severovietnamské formace těsně před 104. rotou .Brzy poté, byli tři severovietnamské tanky PT-76 odraženy 106mm bezzákluznými kanony ,které byly obsluhovány seržantem první třídy Jamesem W. Holtem, ale ostnatý drát před 104 rotou byl rychle překonán kombinovanými severovietnamskými tankovými útoky pěchot.Mezitím zevnitř taktického operačního střediska, byl Willoughby zaneprázdněn voláním letecké a dělostřelecké podpory. Také Zavolal 26. pluk námořní pěchoty v Khe Sanh a požádal o nasazení dvou rot v rámci posílení jeho plánu, ale jeho žádost byla zamítnuta. Věříce, že útok na rotu 104 bylo nepřátelské hlavní úsilí, soustředil Willoughby své dělostřelecké podpory zde v prvních fázích bitvy. Asi 10 minut poté, co dělostřelectvo začalo střílet, US Air Force převzala vzdušnou kontrolu nad Lang Vei spolu s flareship a AC-119 bojovými letouny tzv. Spooky. Willoughby pak požádal letecké údery na rokle nacházející se na sever od tábora, na Lang Troai silnici a západních oblastech ,za včasného varování posádkou základny vojáků LZZ mobilní úderné síly. Přes zuřivost leteckých úderů a dělostřelecké palby, se podařilo Severovietnamců proniknout skrz oblast 104 roty, obránci museli ustoupit do 2. a 3. bojové pozice průzkumné čety. Od 1.15 hod., dobyli Severovietnamci celý východní konec Special Forces tábora a oblast 104 roty, seskupili se a začali střílet na 101 rotu.